# سیارک ۶۸۲۱۸
سیارک ۶۸۲۱۸ (به انگلیسی: 68218 Nealgalt، نامگذاری:2001CO31) شصت و هشت هزار و دویست و هجدهمین سیارک کشف شده‌است که در ۱۲ فوریه ۲۰۰۱ کشف شد.